# Wiener Karlskirche

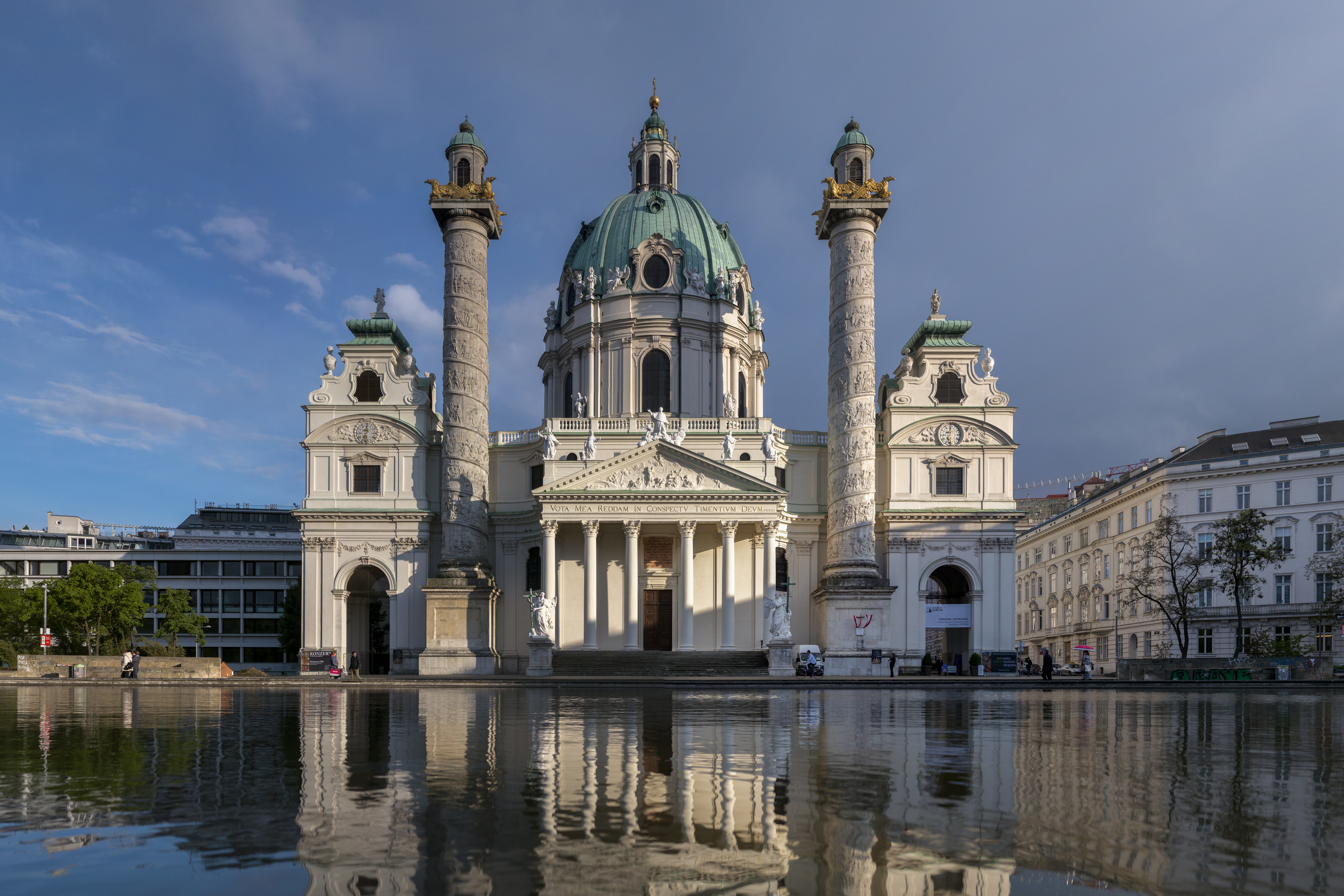
Karlskirche in Wien von Nordwest, im Abendlicht (2016)

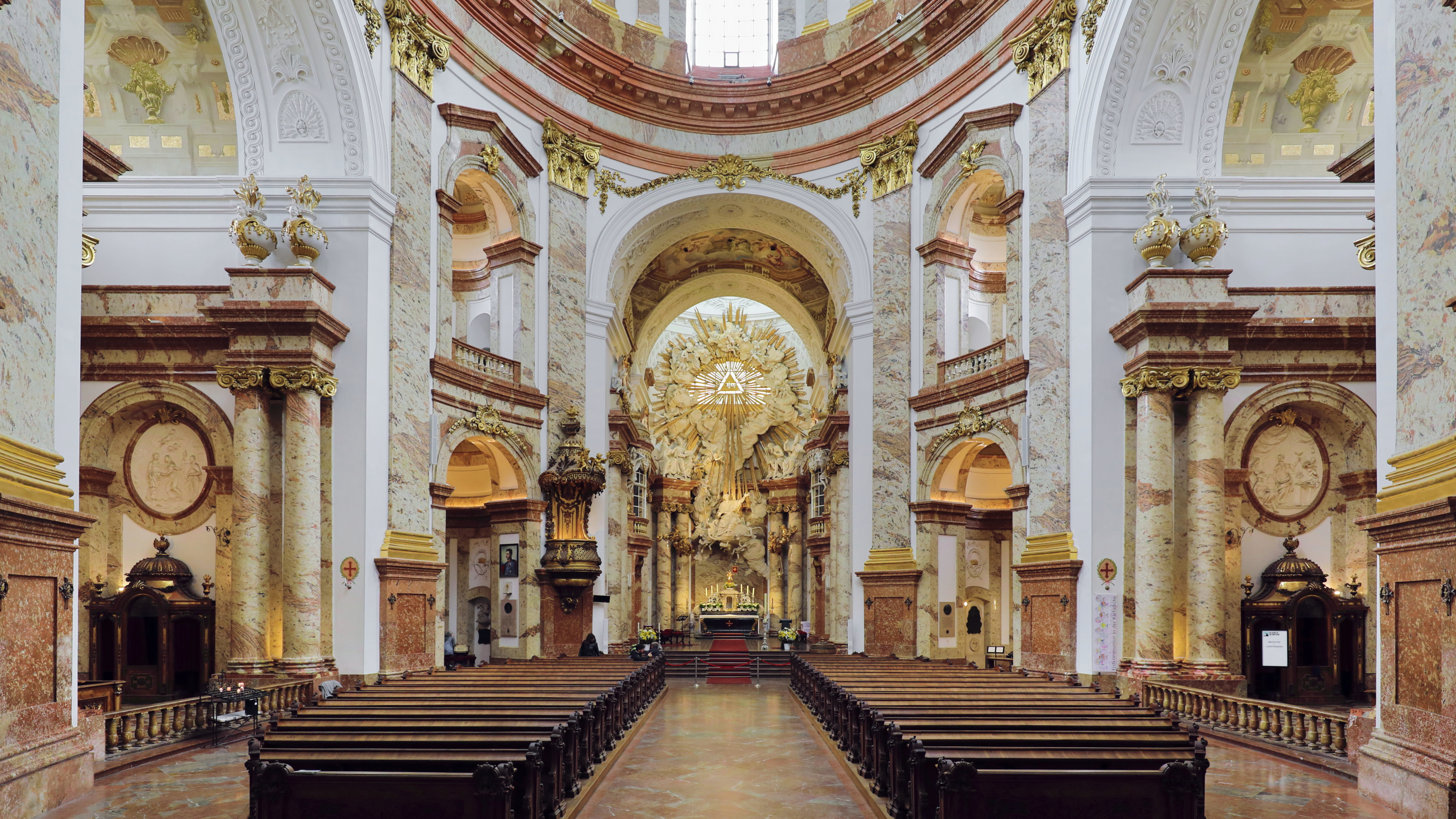
Innenansicht der Karlskirche mit Blickrichtung Hochaltar

Die Wiener Karlskirche ist eine römisch-katholische Kirche im 4. Wiener Gemeindebezirk Wieden. Die Rektoratskirche ist dem heiligen Karl Borromäus geweiht und gehört zum Stadtdekanat 4/5 im Vikariat Wien Stadt der Erzdiözese Wien. Die in der ersten Hälfte des 18. Jahrhunderts erbaute Kirche steht unter Denkmalschutz. Sie liegt an der Südseite des zentrumsnahen Karlsplatzes und ist einer der bedeutendsten barocken Kirchenbauten nördlich der Alpen und eines der Wahrzeichen Wiens.

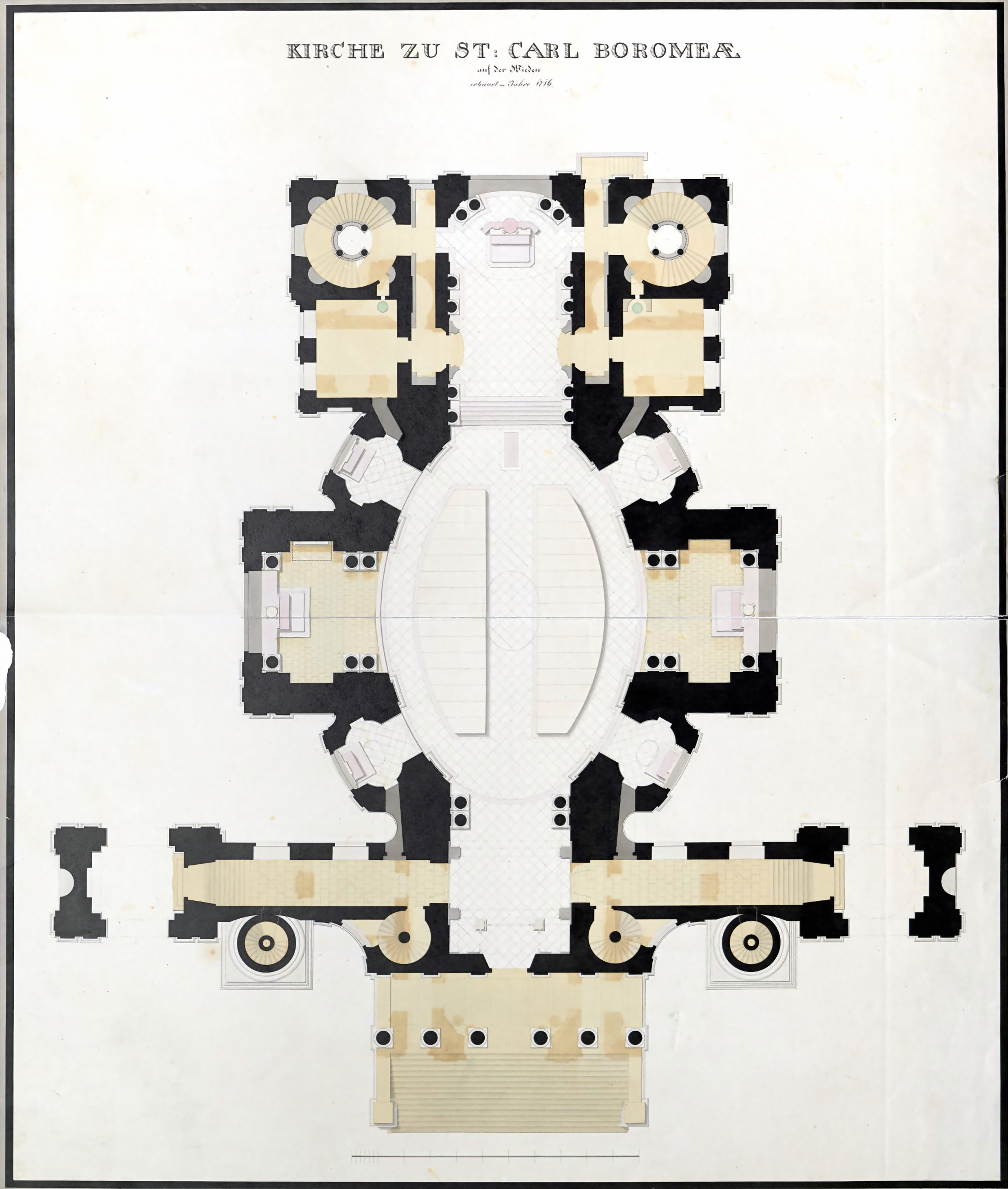
Grundriss der Karlskirche in Wien, Kirchenmappe von Anton Behsel, 1823

## Geschichte

### Kaiserliches Gelübde
Am 22. Oktober 1713, während der letzten großen Pestepidemie, die auch Wien heimsuchte, gelobte Kaiser Karl VI. im Stephansdom, eine Kirche bauen zu lassen. Sie sollte seinem Namenspatron, Karl Borromäus, geweiht sein, der auch als Pestheiliger gilt. Durch das kaiserliche Versprechen sollte die Seuche beendet werden. Die Pest war 1714 erloschen, und Kaiser Karl VI. schrieb für den Bau einen Architektenwettbewerb aus.
Die Karlskirche gehört zum Typus der Votivkirchen, worauf die goldenen Lettern unter dem frontseitigen Dreiecksgiebel mit dem Vers Psalm 22,26 hinweisen: “Vota mea reddam in conspectu timentium deum.” (deutsch: „Meine Gelübde erfülle ich vor den Augen der Gottesfürchtigen.“)

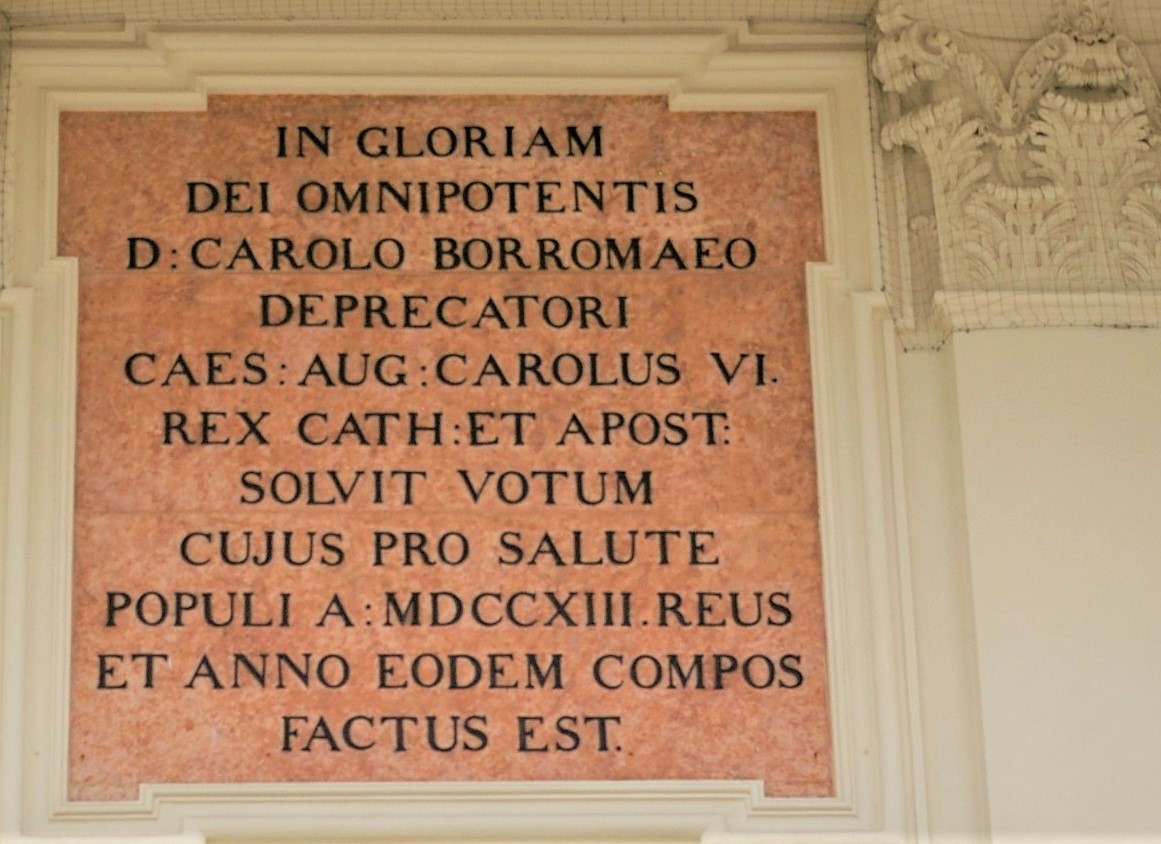
Votiv-Tafel über dem Portal der Karlskirche in Wien

Zusätzlich wurde über dem Portal eine Votivtafel mit lateinischer Inschrift angebracht:
| Zur Ehren                               |
| Gottes des Allmächtigen                 |
| hat dem Herrn Karl Borromäus,           |
| dem Fürbitter,                          |
| der erhabene Kaiser Karl VI,            |
| katholischer und apostolischer König,   |
| das Gelübde erfüllt,                    |
| dessen er für die Gesundheit des Volkes |
| im Jahr 1713 schuldig                   |
| und der er im selben Jahr teilhaftig    |
| geworden ist.                           |

Seit der Karlsplatz Ende der 1980er Jahre wieder als Ensemble hergestellt wurde, wirkt die Karlskirche nicht nur durch ihre Kuppel und die zwei flankierenden Reliefsäulen, sondern auch als architektonisches Gegengewicht zu den Gebäuden von Musikverein und Technischer Universität.

### Geistliche Betreuung

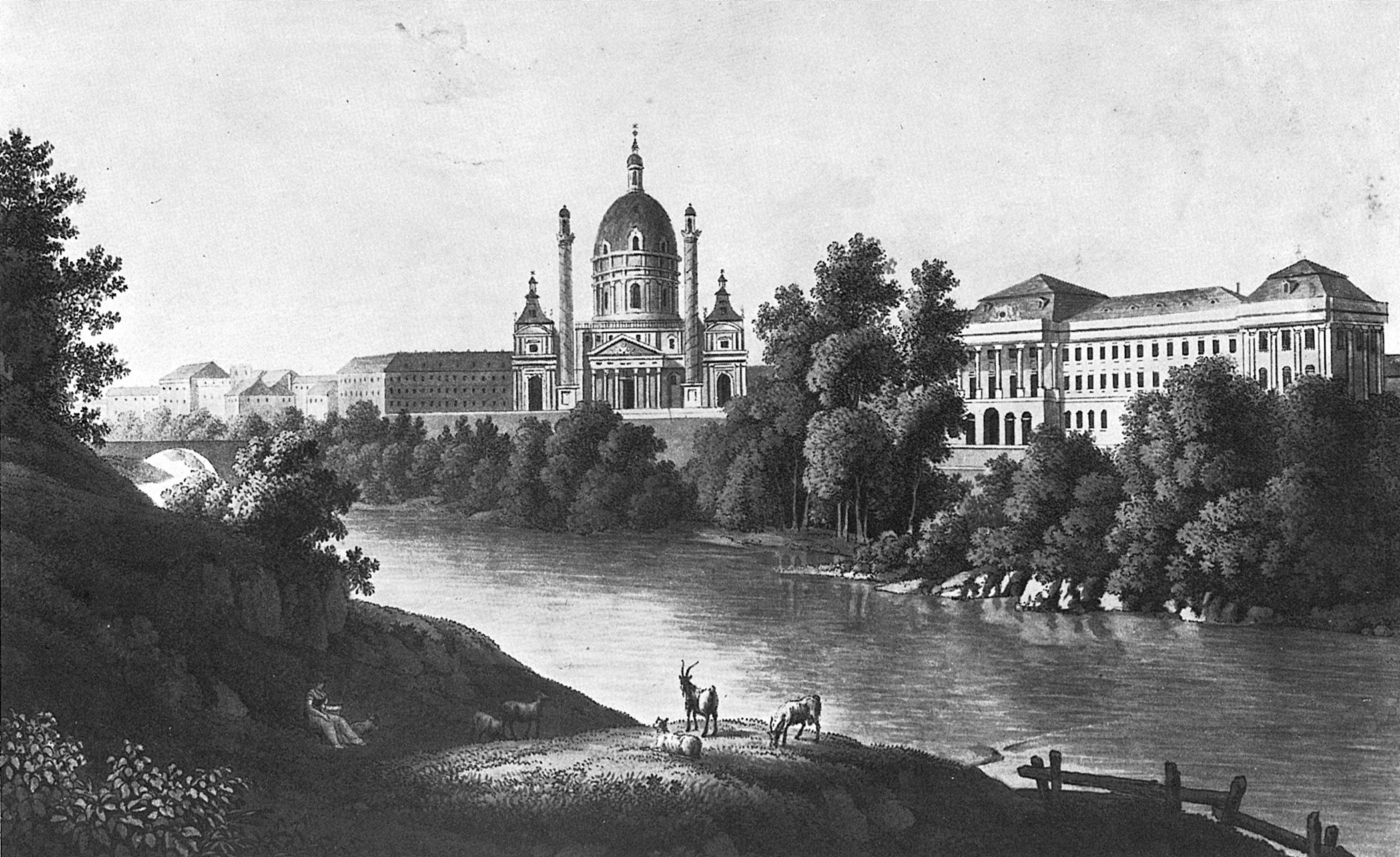
Karlskirche und Wienfluss, 1822

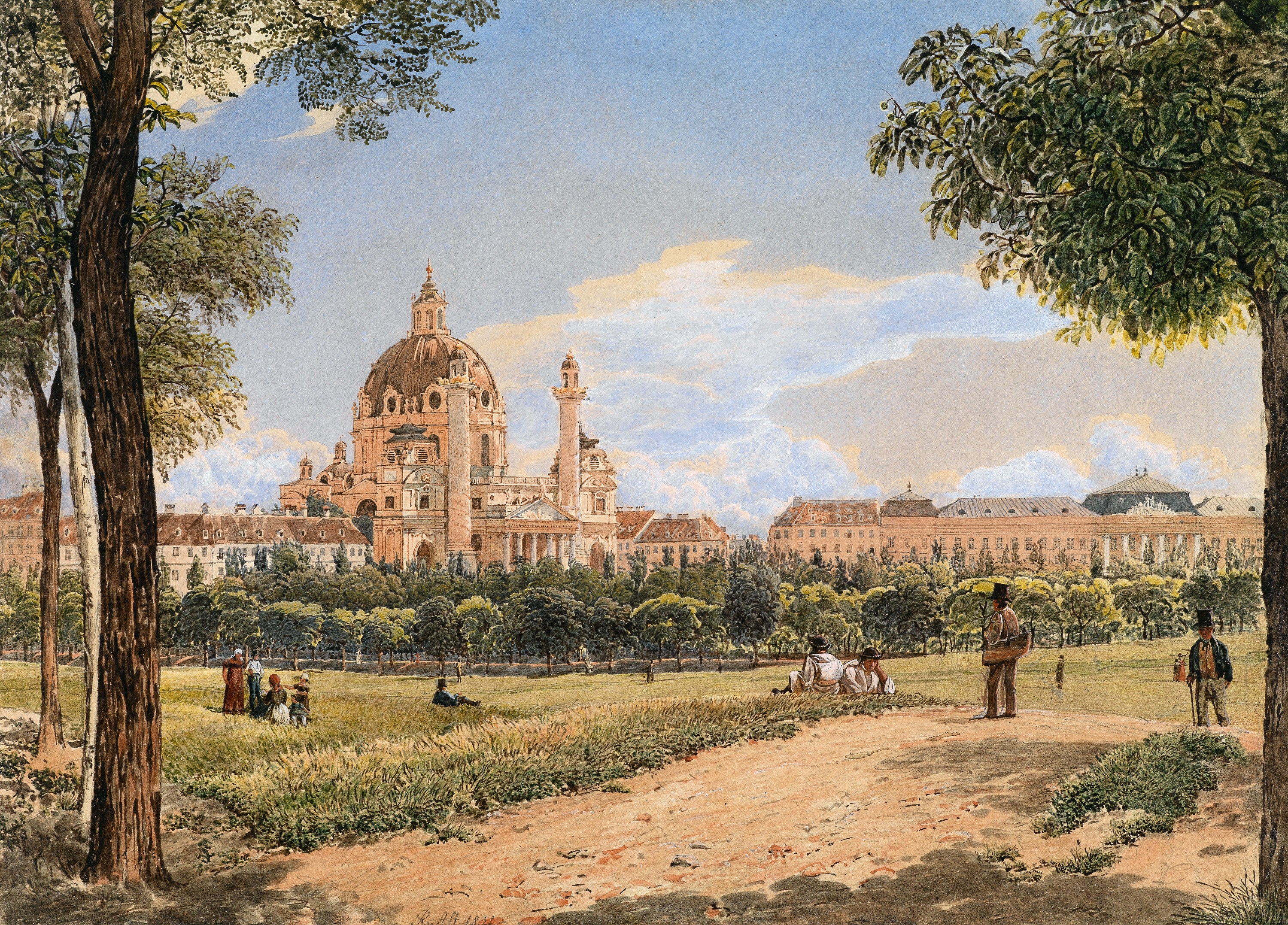
Gemälde von Rudolf von Alt, 1831

Die Kirche war von 1783 bis 1918 Patronatspfarrkirche des Kaisers und wird seit 1738 von den Kreuzherren mit dem Roten Stern aus Prag betreut. Von 1959 bis 1976, als sie von den Prämonstratensern aus dem Stift Geras betreut wurde, und von 1989 bis 2000, als die Personalprälatur Opus Dei sie übernahm, kam es zu Unterbrechungen. Sie ist auch Sitz der weiterhin vom Opus Dei geleiteten katholischen Hochschulgemeinde der nahen Technischen Universität.
Die 1783 gegründete Pfarre St. Karl Borromäus wurde am 31. Dezember 2016 aufgelöst und das Pfarrgebiet der Pfarre Zur frohen Botschaft zugeschlagen. Seit 1. Jänner 2017 ist die Karlskirche eine Rektoratskirche, die weiterhin von den Kreuzherren mit dem Roten Stern betreut wird.

### Kirchenmusik
Ab 1995 war der Dirigent, Komponist und Universitätslektor für Chordirigieren Vijay Upadhyaya Chorleiter der Karlskirche. Organist der Karlskirche war zu dieser Zeit der heutige Domorganist des Wiener Stephansdoms, Ernst Wally. Ab 1999 waren seit dem Wechsel von Vijay Upadhyaya an die Universität Wien unterschiedliche und wechselnde musikalische Ensembles in der Karlskirche tätig, unter anderem das „Borromeo Consort“ des Dommusikus des Wiener Stefansdoms, Thomas Dolezal. 2007 verließ auch Ernst Wally als Organist die Karlskirche und wurde Organist im Wiener Stefansdom. Im Jahr 2011 wurde Ricardo Alejandro Luna als Kantor in der Karlskirche verpflichtet und gründete 2014 einen eigenen Chor in der Karlskirche, den er bis Juni 2023 leitete.
Nach 2007 war als Organist zunächst Frater Roman Chlada tätig, dem ab 2014 Lusine Poppel als Organistin für Liturgie und Konzerte in freiberuflicher Tätigkeit nachfolgte. Seit Juni 2023 ist Lusine Poppel auch als Titularorganistin der Wiener Karlskirche angestellt.

## Entwurf, Bau, Finanzierung

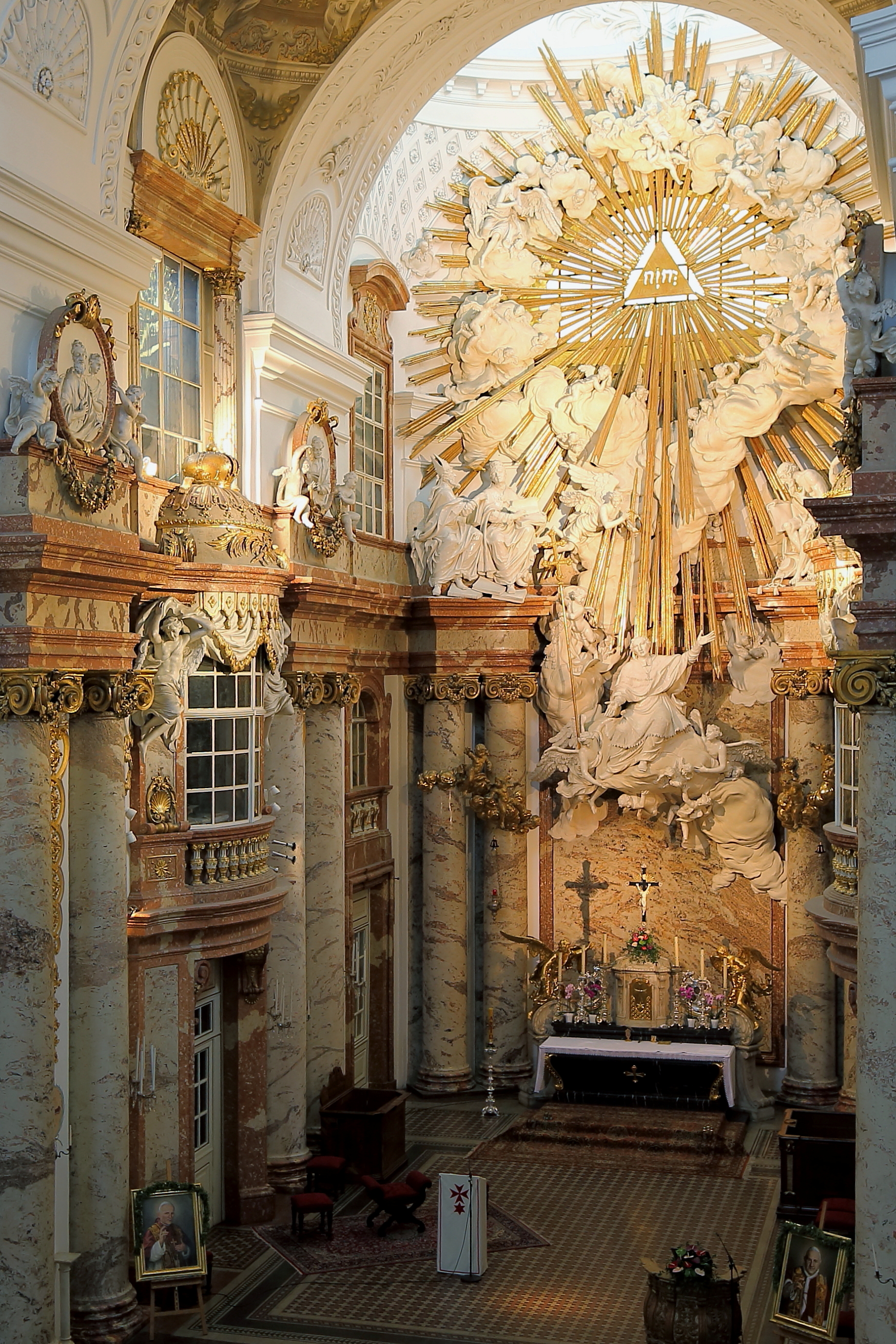
Chorraum und Oratorium

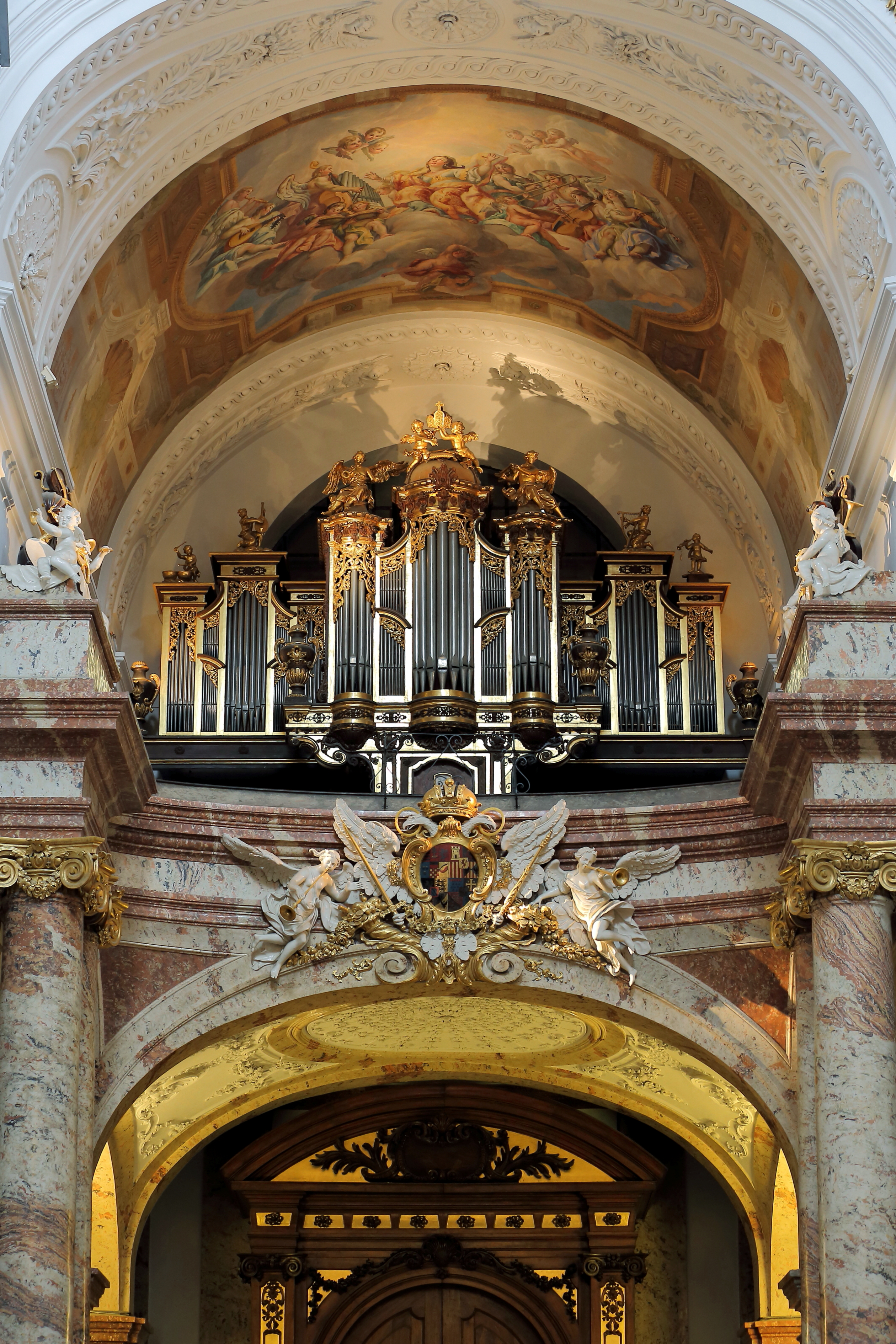
Orgelempore mit einem Fresko von Johann Michael Rottmayr am Tonnengewölbe

Beim Architektenwettbewerb setzte sich Johann Bernhard Fischer von Erlach unter anderem gegen Ferdinando Galli-Bibiena und Johann Lukas von Hildebrandt durch. Er gestaltete die Kirche als Verbindung zwischen Rom und Byzanz. So lehnt sie sich an das Erscheinungsbild der Hagia Sophia an und imitiert die Trajanssäule. Der Bauplatz wurde am 11. November 1715 fixiert; im selben Jahr ergingen erste Steinmetzaufträge an die Meister Johann Georg Haresleben und Elias Hügel in Kaisersteinbruch und Andreas Steinböck in Eggenburg. Am 4. Februar 1716 erfolgte auf einer Anhöhe am rechten Ufer des kaum regulierten Wienflusses die Grundsteinlegung. Aufgrund des Todes von Haresleben im selben Jahr leitete Hügel alleine die Steinmetzarbeiten und wurde Mitarbeiter von Fischer von Erlach. Mit Hügel arbeiteten in Kameradschaft die Mitmeister Johann Baptist Kral, Simon Sasslaber und Johann Sebastian Hillebrand.
Zu beiden Seiten des Chores der Karlskirche und als Aufgänge zu den Oratorien sind ungewöhnlich großzügig dimensionierte Wendeltreppen angeordnet. Sie gehören zu den gewundenen Treppen mit Wangensäulen, einer speziellen Treppenart, die in Rom ihren Ursprung hat. Die erste dieser Treppen stammt von Donato Bramante und wurde für das Belvedere des Vatikans (1507–1514) geschaffen. Zahlreiche Architekten eiferten mit prinzipiell ähnlichen Wendelstiegen nach. Mit dem Einfluss italienisch geschulter Architekten in Wien war es folgerichtig, auch an die römische Treppenbaukunst anzuknüpfen. Die weiträumig gewundenen Treppen der Karlskirche sind eindrucksvolle Belege.
Harter Kaiserstein fand Verwendung beim Hauptportal, für sämtliche Stiegen (Kaiseroratorium), Sockelplatten, Gesimse und die monumentalen Postamente der beiden Säulen. Beim Hochaltar gestaltete Elias Hügel die Mensa, Philipp Köchl das Tabernakel aus Laaser Marmor und der Linzer Johann Georg Röhrig Altarstufen aus schwarzem Nassauer-Marmor. Die Wiener Bauhütte war anfangs durch Johann Carl Trumler, nach dessen Tod durch Matthias Winkler vertreten, die beide Hofsteinmetz- und Dombaumeister von St. Stephan waren. Die großen, innen hohlen Säulen bestehen aus Zogelsdorfer Stein, eine Arbeit der Meister Andreas Steinböck und Franz Strickner. Die spiralförmigen Reliefs stammen von den Bildhauern Johann Baptist Mader, Johann Baptist Straub und Jakob Christoph Schletterer, der bekrönende Adler von Lorenzo Mattielli. Meister Johann Georg Deprunner aus Loretto in Ungarn fertigte die Tamboursäulen der Kuppel. 16 Vasen an der Kuppel stammen von Ignaz Gunst.
Nach Fischers Tod 1723 wurde der Bau von seinem Sohn Joseph Emanuel bis 1739 fertiggestellt, der die Pläne teilweise änderte. Die Kirche war ursprünglich direkt auf die Hofburg ausgerichtet und bis 1918 auch kaiserliche Patronatspfarrkirche.
Als Autor einer Schrift zur Historischen Architektur vereinte Fischer die unterschiedlichsten Elemente. Die Kirche zeigt das imperiale Selbstverständnis des Stifters und orientiert sich bei seiner Formensprache an der Verbindung Rom-Byzanz-Wien. Die Fassade in der Mitte, die zur Vorhalle führt, entspricht einem römischen Tempelportikus. Die beiden Säulen daneben haben die Trajanssäule in Rom zum Vorbild, wobei sie Reliefs das Leben des Karl Barromäus zeigen. Sie symbolisieren aber auch die beiden Säulen des Salomonischen Tempels Jachin und Boas sowie die Säulen des Herkules und verweisen damit auf die Herrschaft in Spanien, die Karl VI. durch den Spanischen Erbfolgekrieg verloren hatte. Daneben erstrecken sich die beiden, vom römischen Barock (Bernini und Borromini) beeinflussten Turmpavillons. Über dem Kirchensaal erhebt sich eine Kuppel mit 25 m Durchmesser und hohem Tambour, der vom jüngeren Fischer verkürzt und teilweise verändert wurde. Der Grundriss der Kuppel ist nicht kreisrund, sondern hat die Form einer Ellipse. Deshalb sieht die Kuppel, vom Vordereingang aus gesehen, kleiner aus, als von der Seite her gesehen. Eine Verbindung zur Kuppel der Hagia Sophia in Konstantinopel wurde bereits von den Zeitgenossen hergestellt.
Die Baukosten betrugen offiziell 304.045 Gulden und 22¼ Kreuzer und wurden von sämtlichen Erblanden, aber auch Spanien, dem Herzogtum Mailand und den Niederlanden getragen. Außerdem wurden Strafgelder verwendet, die die Stadt Hamburg erstatten musste, da der dortige Pöbel die Kapelle der österreichischen Gesandtschaft demoliert hatte. 1727 haben Marcus und Mayr Hirschl zum Zweck der Erneuerung ihrer jüdischen Aufenthaltsprivilegien in Wien zu der Caroli Boromaei-Kirchen und Bibliotecgebäu [Wiener Hofbibliothek] 150.000 fl. [Gulden] anticipirt. Die Rede ist von weiteren 100.000 Gulden, die von den Brüdern Hirschl in Raten zu bestimmten Zeiten nachgezahlt werden sollten.
Die Karlskirche gilt, neben den nur mehr fragmentarisch erhaltenen Bauten in Schönbrunn, als das Hauptwerk Fischers.

## Ikonografie

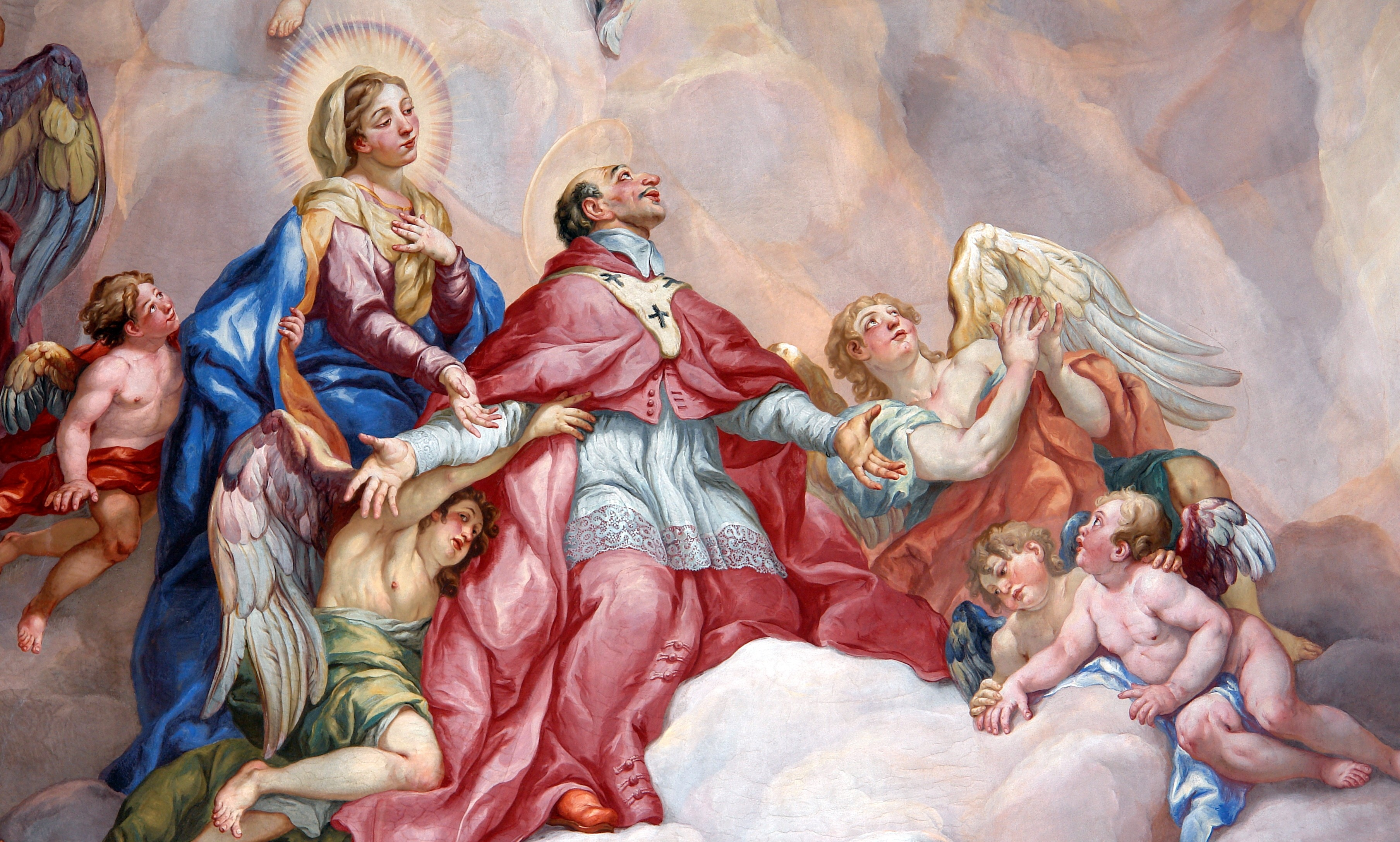
Karl Borromäus auf dem Kuppelfresko von Johann Michael Rottmayr

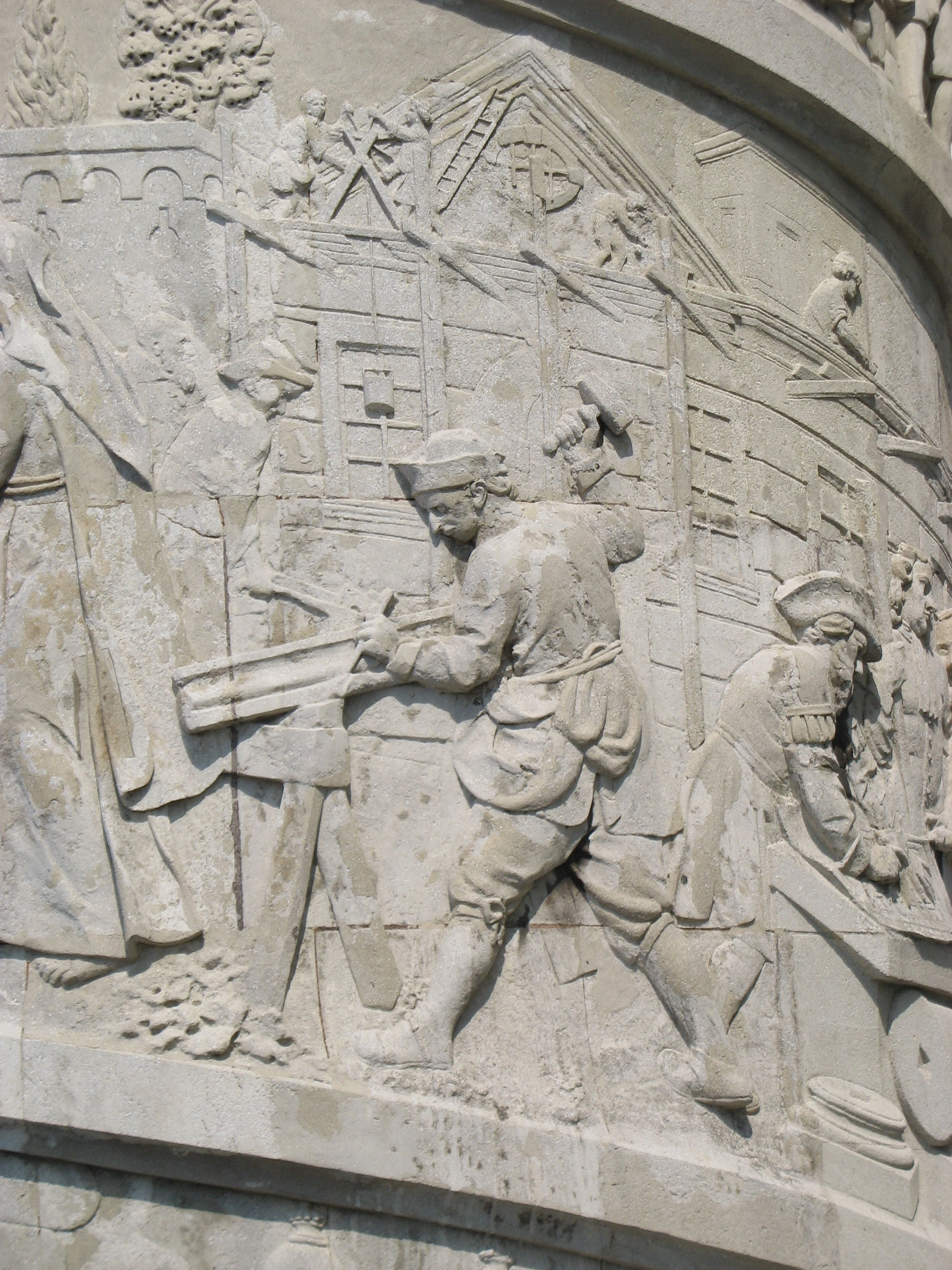
Säulenrelief

Das ikonografische Programm der Großkirche stammt vom Hofbeamten Carl Gustav Heraeus und verbindet den heiligen Karl Borromäus mit seinem kaiserlichen Stifter. Das Relief auf dem Giebel über dem Eingang verweist auf den Stiftungsanlass: Es zeigt, wie die von der Pest schwer heimgesuchte Stadt durch die Fürbitte des heiligen Karl Borromäus schließlich gerettet wird. Auf der Attika hinter dem Giebel befinden sich die allegorischen Figuren von Religion, Barmherzigkeit, Bußfertigkeit und Gebetseifer. Die Attika ist auch eines der Elemente, die vom jüngeren Fischer eingefügt wurden. Die Säulen zeigen in einem Spiralrelief Motive aus dem Leben Karl Borromäus’, sollen aber auch an die Säulen des Herakles erinnern und fungieren als Symbole kaiserlicher Macht. Flankiert wird der Eingang von zwei Engeln. Der eine zeigt die Erhöhung der ehernen Schlange als Symbol des Alten Testaments, der andere das Kreuz Christi stellvertretend für das Neue Testament. Beide wurden vom Hof-Bildhauer Franz Caspar gestaltet.
Das Programm des Portals setzt sich auch im Inneren fort, vor allem im Kuppelfresko von Johann Michael Rottmayr aus Salzburg und Gaetano Fanti (Scheinarchitekturen), das eine Fürbitte Karl Borromäus’ darstellt, die von Maria unterstützt wird. Flankiert wird diese Szene von den drei göttlichen Tugenden Glaube, Hoffnung und Liebe. Zu sehen ist unter anderem auch, wie ein Engel die Schriften Luthers anzündet. Die Fresken in einigen Seitenkapellen werden Daniel Gran zugeschrieben.
Das Bild am Hochaltar, die Aufnahme des heiligen Karl Borromäus in den Himmel darstellend, ist vom älteren Fischer konzipiert und von Ferdinand Maximilian Brokoff ausgeführt worden. Die Altarbilder in den sechs Seitenkapellen sind von verschiedenen Künstlern, unter anderem von Daniel Gran, Sebastiano Ricci, Martino Altomonte, Giovanni Antonio Pellegrini und Jacob van Schuppen. Auf den seitlichen Voluten zweier Seitenaltäre stehen allegorische Figuren des venezianischen Bildhauers Antonio Corradini.
Von der Lichtregie und der architektonischen Gliederung, insbesondere den hohen Arkadenöffnungen in der Hauptachse, geht eine starke Wirkung aus. Die Farbigkeit wird vom Marmor bestimmt, Goldausstattung wird bewusst sparsam eingesetzt. Das große runde Glasfenster hoch über dem Hauptaltar mit dem hebräischen JHWH-Tetragramm symbolisiert Gottes Allmacht und durch seinen warmen Gelbton gleichzeitig Gottes Liebe.

## Orgel

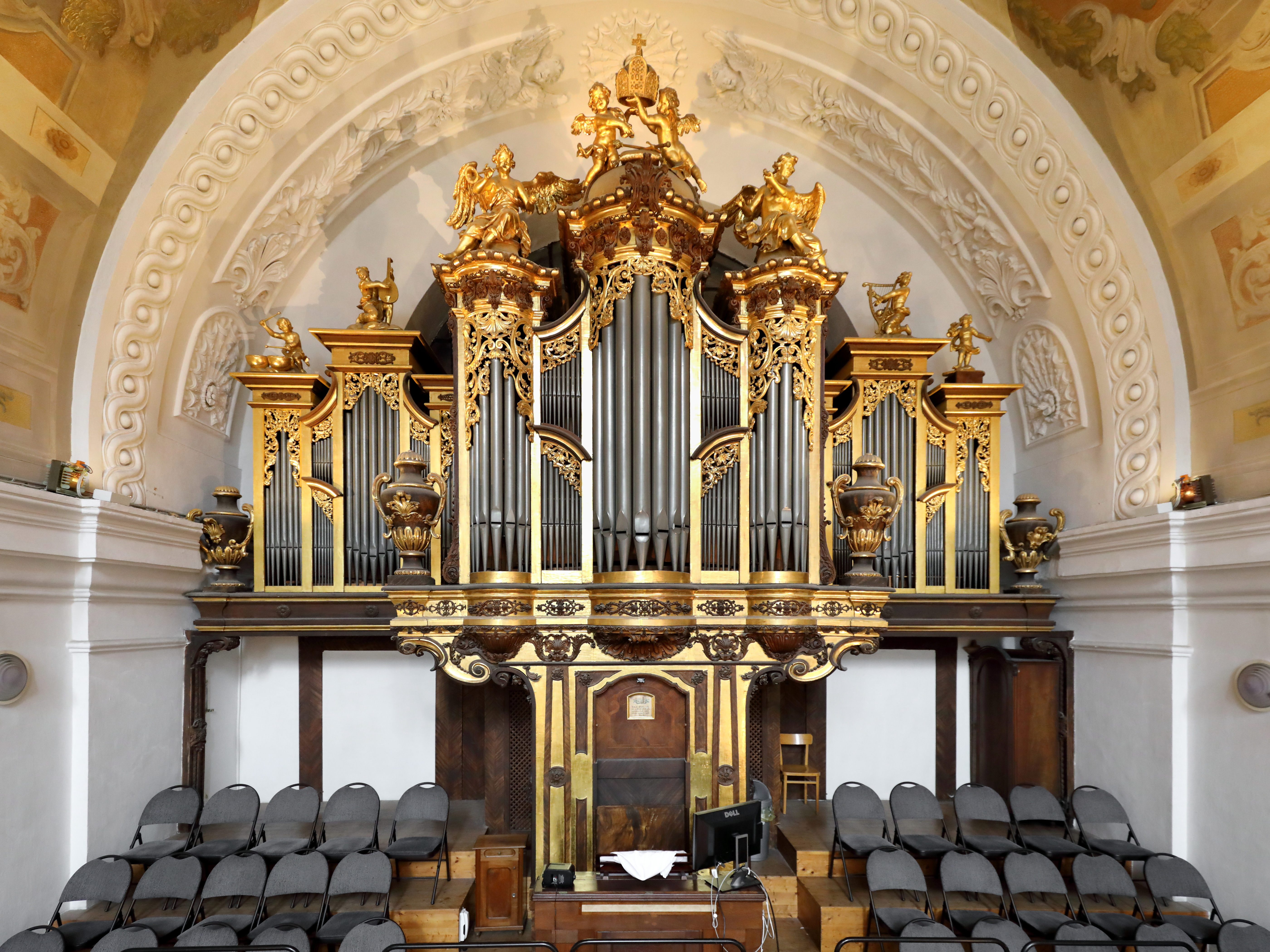
Orgel von Gottfried Sonnholz (1739) und von Joseph Seyberth auf 31 Register erweitert (1847)

Auf der Orgelempore mit ihrem Säulenvorbau befindet sich eine Barockorgel, deren Erbauer unbekannt ist. Das mittlere Gehäuse stammt aus der Zeit um 1739. Das Instrument wurde jedoch 1847 von Joseph Seyberth grundlegend modifiziert und mit einem freistehenden Spieltisch ausgestattet. Beide Seitenflügel stammen ebenfalls aus dieser Zeit.
Der Orgelbaumeister Gerhard Hradetzky renovierte das Instrument 1989 wiederum umfassend. Die Klaviaturen wurden ebenfalls erneuert und die gebrochene Oktave chromatisch ausgebaut. Die Tasten Cis und Dis betätigen die Töne cis0 und dis0.
| I. Hauptwerk C–c3 |                     |       |
| 1.                | Bordun              | 16′   |
| 2.                | Princip             | 08′   |
| 3.                | Coppel              | 08′   |
| 4.                | Hohlflöt            | 08′   |
| 5.                | Quintatön           | 08′   |
| 6.                | Gamb-Viol           | 08′   |
| 7.                | Oktav               | 04′   |
| 8.                | Spitzflöte          | 04′   |
| 9.                | Flöte               | 04′   |
| 10.               | Quint               | 2 ⁄3′ |
| 11.               | Oktav               | 02′   |
| 12.               | Mixtur Maior II–III | 03'   |
| 13.               | Mixtur Minor II–III | 02'   |

| II. Oberwerk C–c3 |               |     |
| 14.               | Coppel        | 08′ |
| 15.               | Gamba         | 08′ |
| 16.               | Flöte         | 04′ |
| 17.               | Gedeckt       | 04′ |
| 18.               | Oktav         | 02′ |
| 19.               | Mixtur III    |     |
| 20.               | Physharmonica | 08' |

| III. Pedal C–a0 |                 |        |
| 21.             | Princip: Bass   | 16′    |
| 22.             | Sub Bass        | 16′    |
| 23.             | Oktav Bass      | 08′    |
| 24.             | Gedeckt Bass    | 08′    |
| 25.             | Violon Bass     | 08′    |
| 26.             | Cello           | 08′    |
| 27.             | Quint Bass      | 5 1⁄3′ |
| 28.             | Oktav Bass      | 04′    |
| 29.             | Cornett Bass IV | 04'    |
| 30.             | Posaun Bass     | 16′    |
| 31.             | Posaun Bass     | 08′    |

- Koppeln: Manualschiebekoppel, Pedalkoppel
- Spielhilfen: Sperrventil für die Pedalzungen, Metallhebel für die Einschaltung der Physharmonika
- Anmerkung

1. ↑  Im Spieltisch angelegt.
2. ↑  Kurze Oktave; Tonumfang des Pfeifenwerks: C–H.

## Glocken

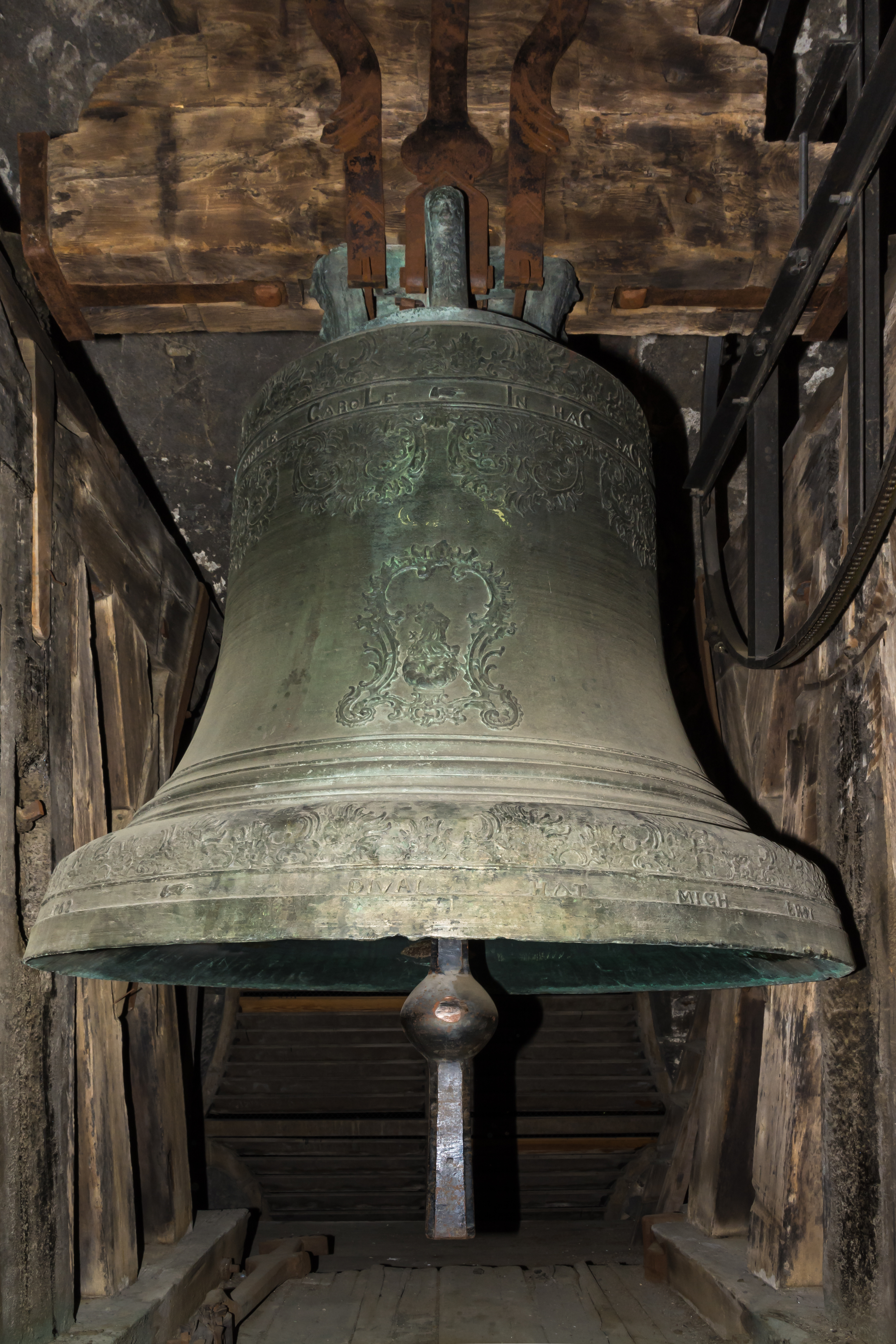
Große „Karlsglocke“ im Südwestturm der Karlskirche, gegossen 1762 von Franz Josef Scheichel

Das Geläut der Karlskirche besteht aus acht Glocken und ist das drittgrößte Geläut von Wien. Die größte Glocke wurde 1762 von Franz Josef Scheichel gegossen und gilt als eine der schönsten Barockglocken Wiens. Sie ist der Umguss einer älteren Glocke von Johann Baptist Divall.
Mit Ausnahme der Glocken 4 und 5, die 2011 von der Gießerei Rudolf Perner aus Passau gegossen und ins Geläut integriert wurden, stammen die Glocken aus dem 18. Jahrhundert und wurden  von Johann Baptist Divall, Franz Ulrich Scheichel und Franz Josef Scheichel in Wien gegossen.
| Glocke | Name             | Gießer                 | Gussjahr | Masse    | Schlagton | Hängeort     |
| ------ | ---------------- | ---------------------- | -------- | -------- | --------- | ------------ |
| 1      | Karlsglocke      | Franz Josef Scheichel  | 1762     | 3.600 kg | H°        | Südwestturm  |
| 2      | Zwölferin        | Johann Baptist Divall  | 1737     | 1.400 kg | d¹        | Nordostturm  |
| 3      | Wiednerin        | Johann Baptist Divall  | 1737     | 1.100 kg | e¹        | Nordostturm  |
| 4      | Verein-Neuglocke | Rudolf Perner          | 2011     | 0.706 kg | fis¹      | Nordostturm  |
| 5      | Verein-Neuglocke | Rudolf Perner          | 2011     | 0.421 kg | a¹        | Nordostturm  |
| 6      | Pestglocke       | Johann Baptist Divall  | 1735     | 0.300 kg | h¹        | Nordostsäule |
| 7      | Speiseglocke     | Franz Ulrich Scheichel | 1735     | 0.210 kg | cis²      | Südwestsäule |
| 8      | Zügemglocke      | Franz Josef Scheichel  | 1783     | 0.050 kg | ais²      | Südwestsäule |

## Panoramalift und Eintrittsgeld

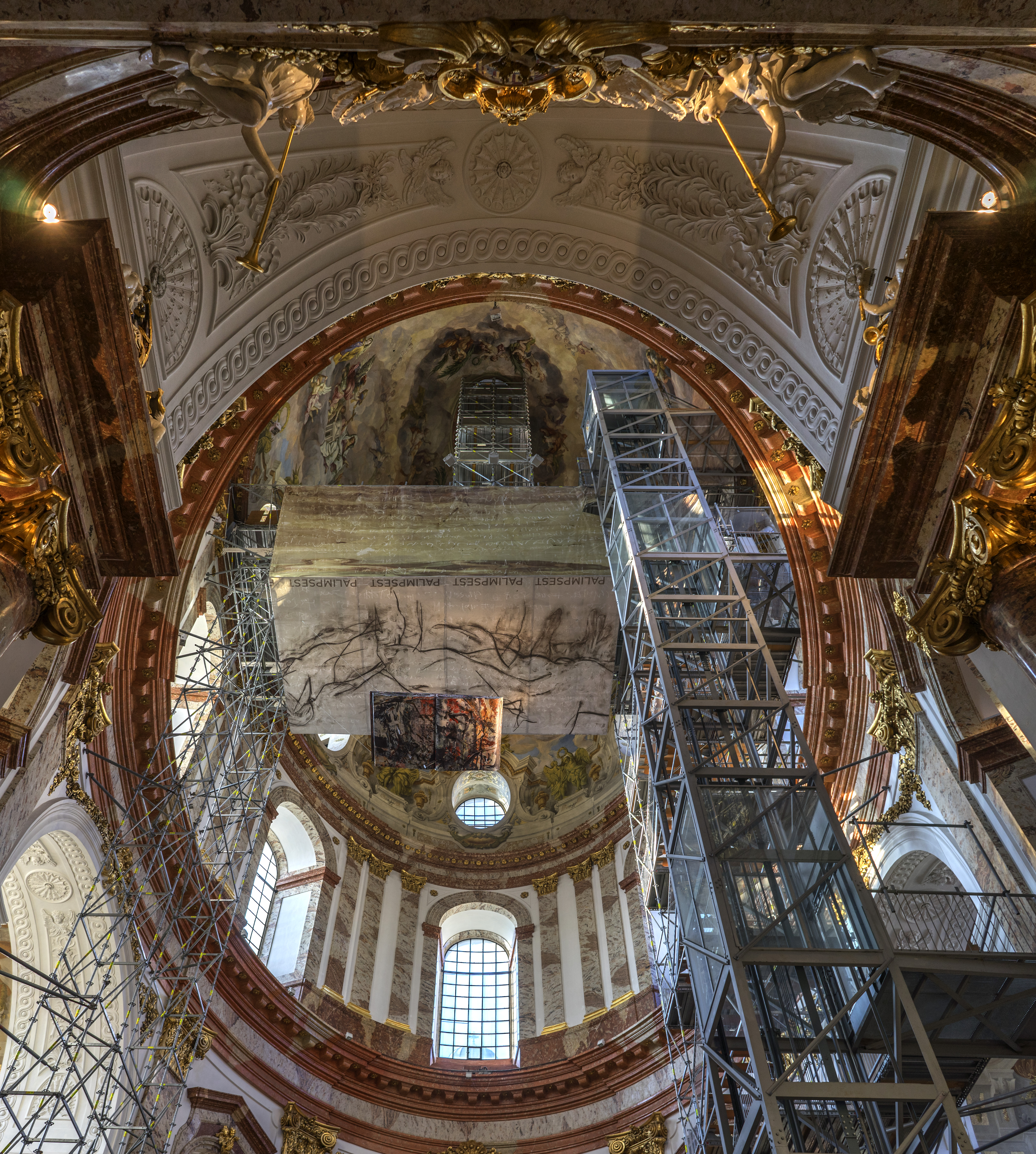
Die Kuppelmalerei war von 2002 bis 2022 über einen Panoramalift aus der Nähe zu betrachten

Im Jahr 2002 wurde zum Zwecke der Kuppelfresken-Renovierung eine mächtige Stahlkonstruktion mit Aufzug aufgestellt, der zahlende Besucher rund 32 Meter über Bodenniveau beförderte. Damals kündigten die Kirchenverantwortlichen an, dass diese Aufzugskonstruktion Ende 2005 wieder abgebaut würde. Bis dahin sollten Touristen und sonstige Kirchenbesucher den Aufzug benutzen und auch den Restauratoren bei der Arbeit zuschauen dürfen. Weil der Lift auch nach Abschluss der Restaurierungsarbeiten als Einnahmequelle aufgebaut blieb, schwankten die Besucher der Karlskirche zwischen Euphorie und Ablehnung: Zum einen wurde damit die einzigartige Möglichkeit geboten, die Kuppelfresken aus der Nähe in Augenschein zu nehmen, zum anderen wurde durch die aufwendig gestaltete Aufzugskonstruktion der Gesamteindruck des Kircheninnenraums extrem beeinträchtigt.
Nach 16 Jahren wurde die bestehende Konstruktion im Jahr 2018 durch eine neue, kompaktere Konstruktion ersetzt. Diese nahm weniger Fläche des Kirchenraumes ein und die zuvor vorhandene Plattform mit den Stufen in die oberhalb der Kuppel befindliche „Laterne“ war nun weggefallen, was den Vorteil hatte, dass jetzt ein Großteil der Kuppel vom Bodenniveau aus sichtbar war. Obwohl es in seinen Ausmaßen reduziert war, dominierte auch das neue Stahlgerüst das Kircheninnere erheblich. Bis Ende November 2022 wurde das neue Stahlgerüst mit dem Aufzug schließlich abgebaut. Da die Erhaltung der Karlskirche mit erheblichem finanziellen Aufwand verbunden ist, wird auch nach Abbau des Aufzugs weiterhin Eintritt erhoben. Anstelle des Aufzugs wurden mit einem Rundgang durch mehrere Räume der Kirche bis hinauf zu der oberhalb des Hauptportals befindlichen Aussichtsplattform neue Attraktionen geschaffen, zudem soll dem zahlenden Publikum in der Karlskirche verstärkt moderne Kunst präsentiert werden.
Ab Februar 2024 für 2 Jahre ist eine privat finanzierte Installation des Briten Cerith Wyn Evans zu sehen. Über 700 unterschiedlich gebogene dünne Gasentladungsröhren und unter der Kuppel leuchten weiß und bilden eine Wolke.

## Einfluss
Das Wiener Secessionsgebäude bildet sowohl von räumlicher Positionierung als auch gestalterischem Aufbau eine Antwort auf die Karlskirche. Anklänge finden sich auch in der Friedhofskirche zum heiligen Karl Borromäus sowie der Kirche am Steinhof.
Die Wiener Karlskirche beeinflusste die Architektur der Moschee im Schwetzinger Schlossgarten in Baden-Württemberg.

## Bilder

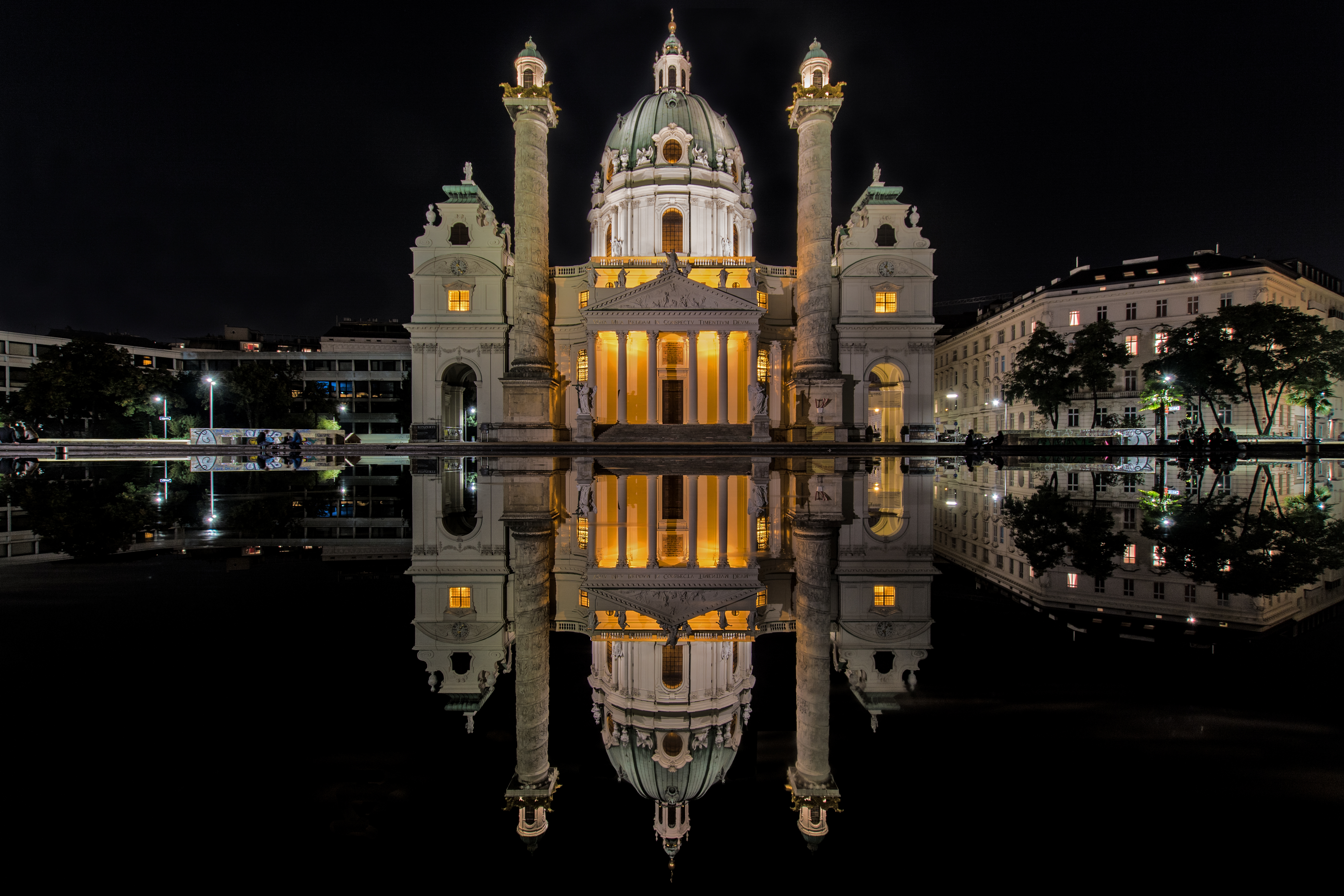
Beleuchtung der Karlskirche bei Nacht
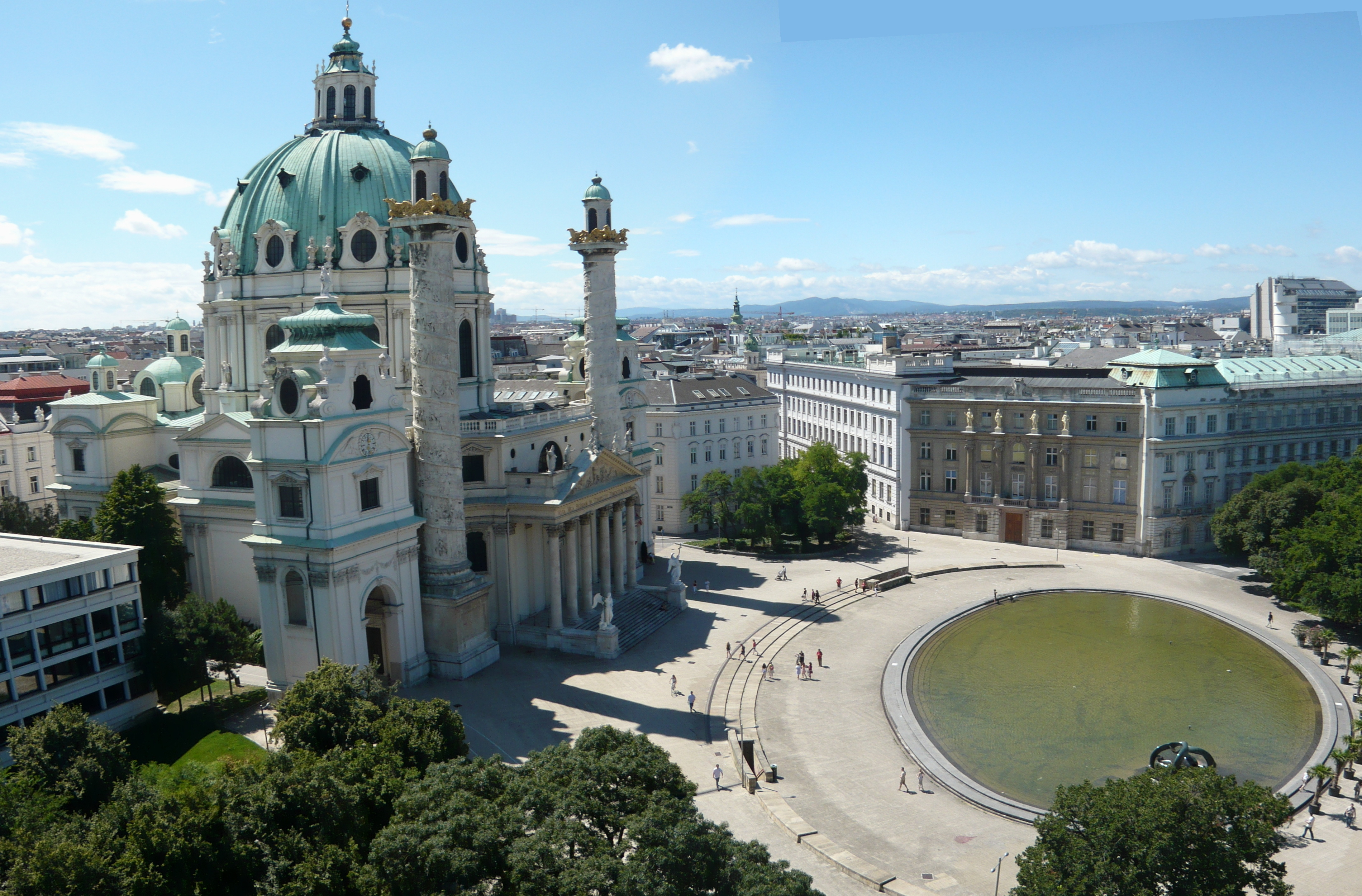
Ansicht erhöht von Nord, im Teich Skulptur von Henry Moore
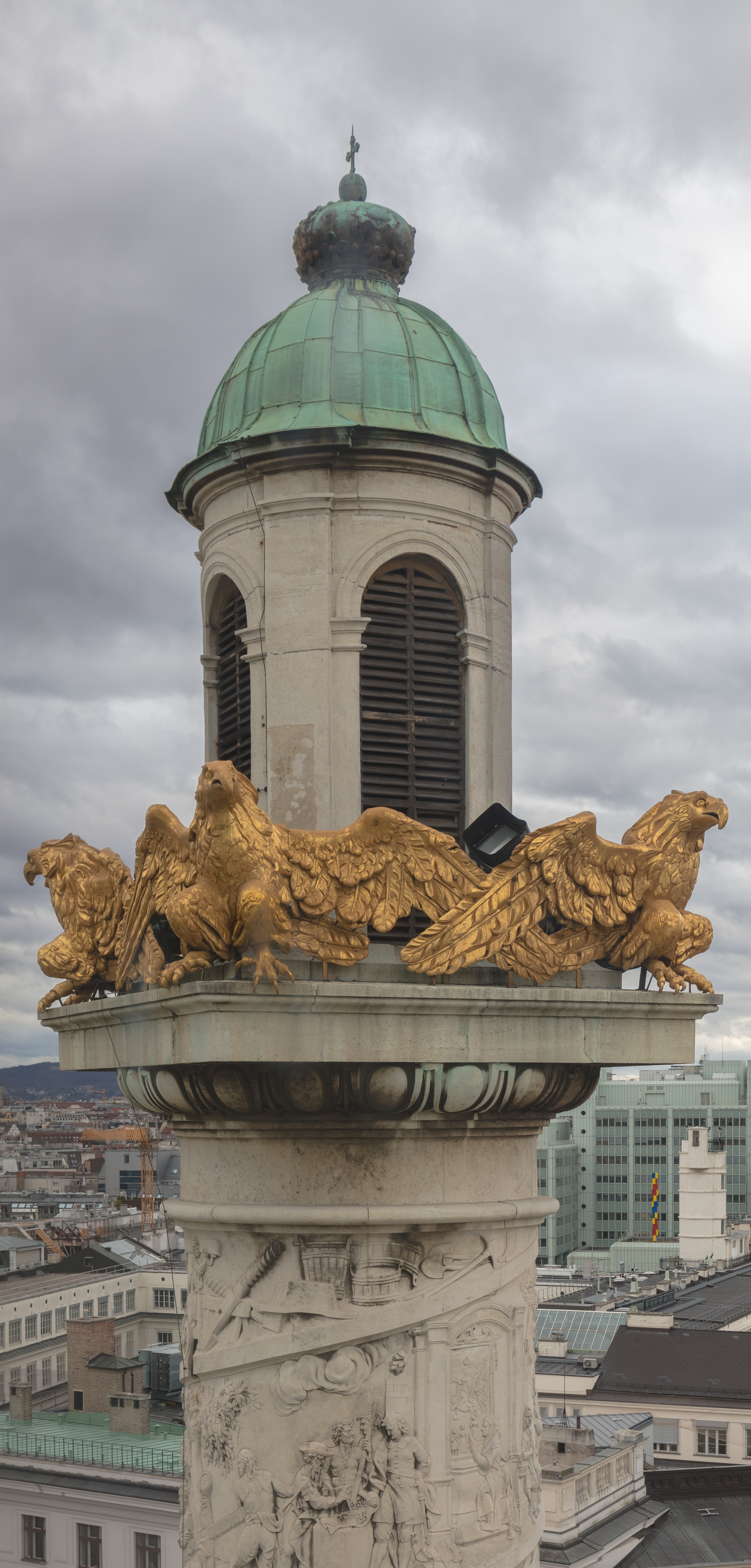
Abschlussdetail einer Säule
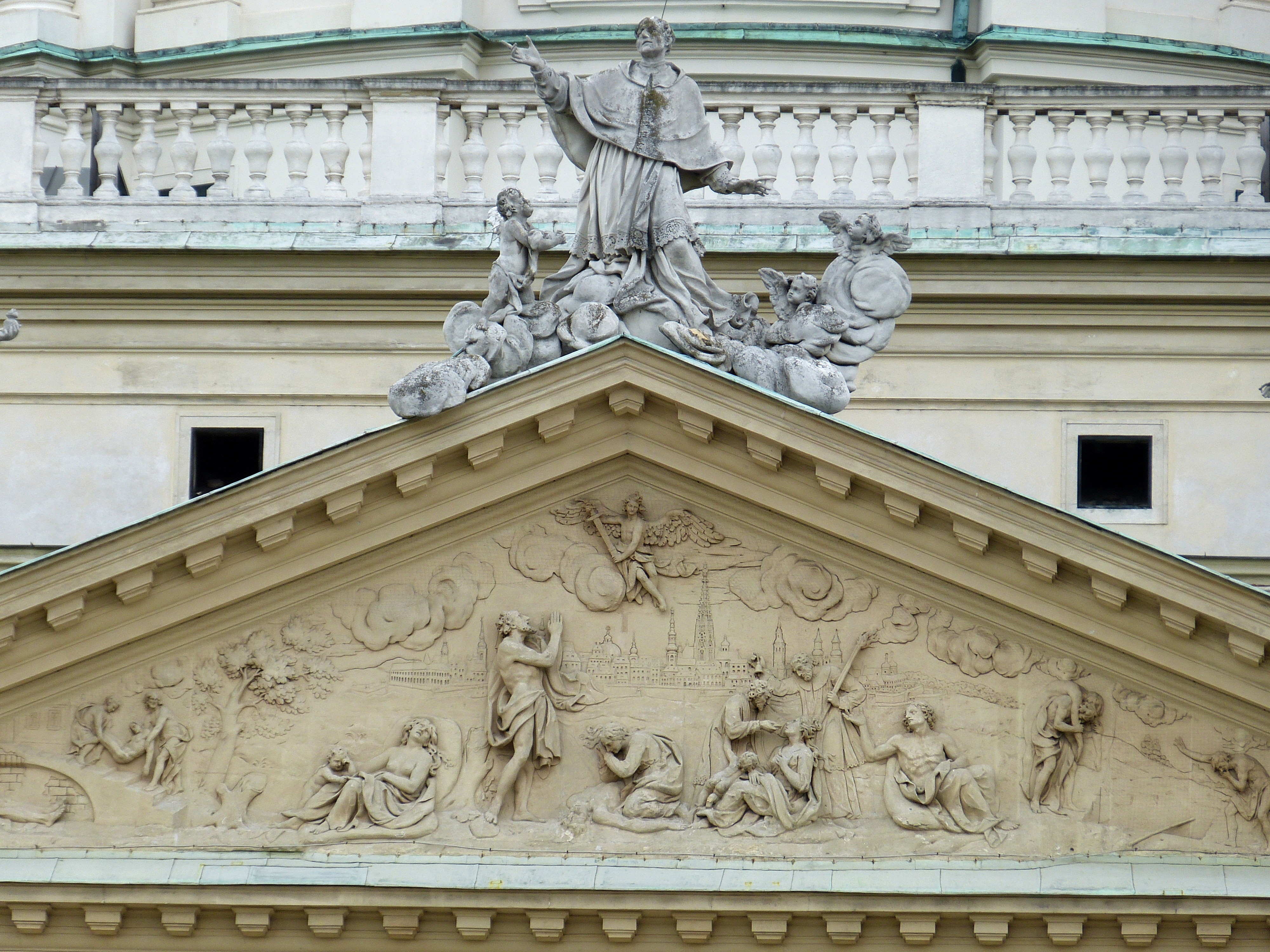
Tympanon: Errettung Wiens vor der Pest durch die Fürsprache des heiligen Karl Borromäus
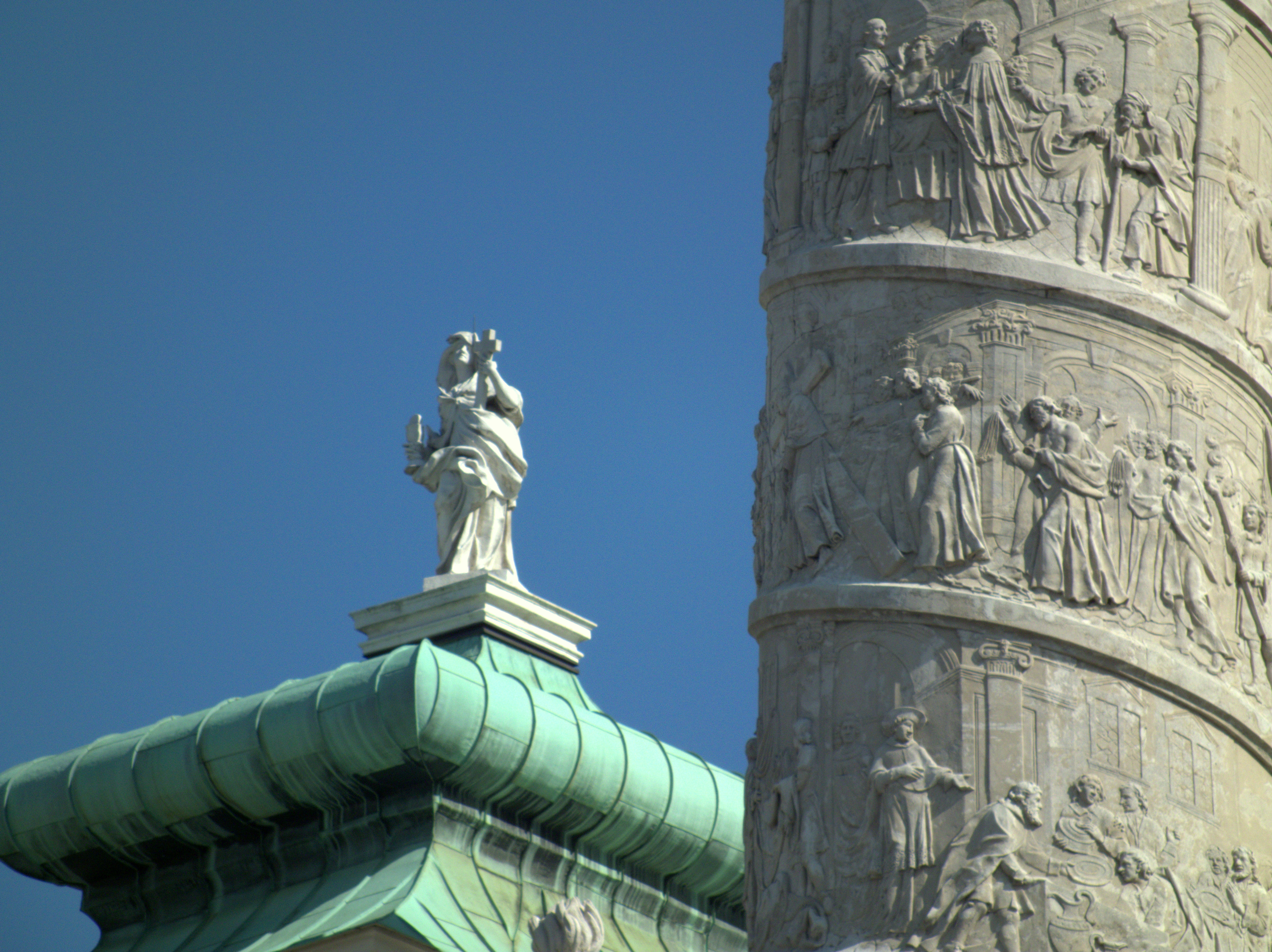
Säule mit Szenen aus dem Leben des heiligen Karl Borromäus
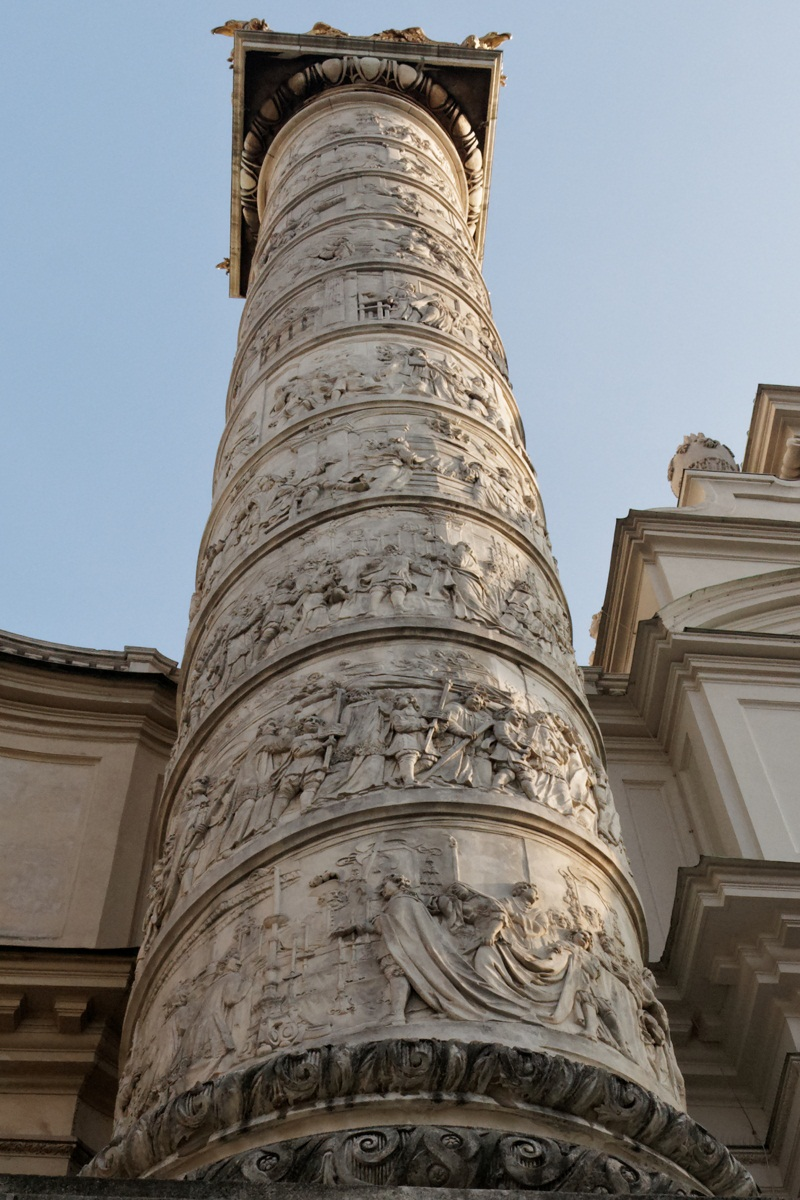
Säule mit Reliefs
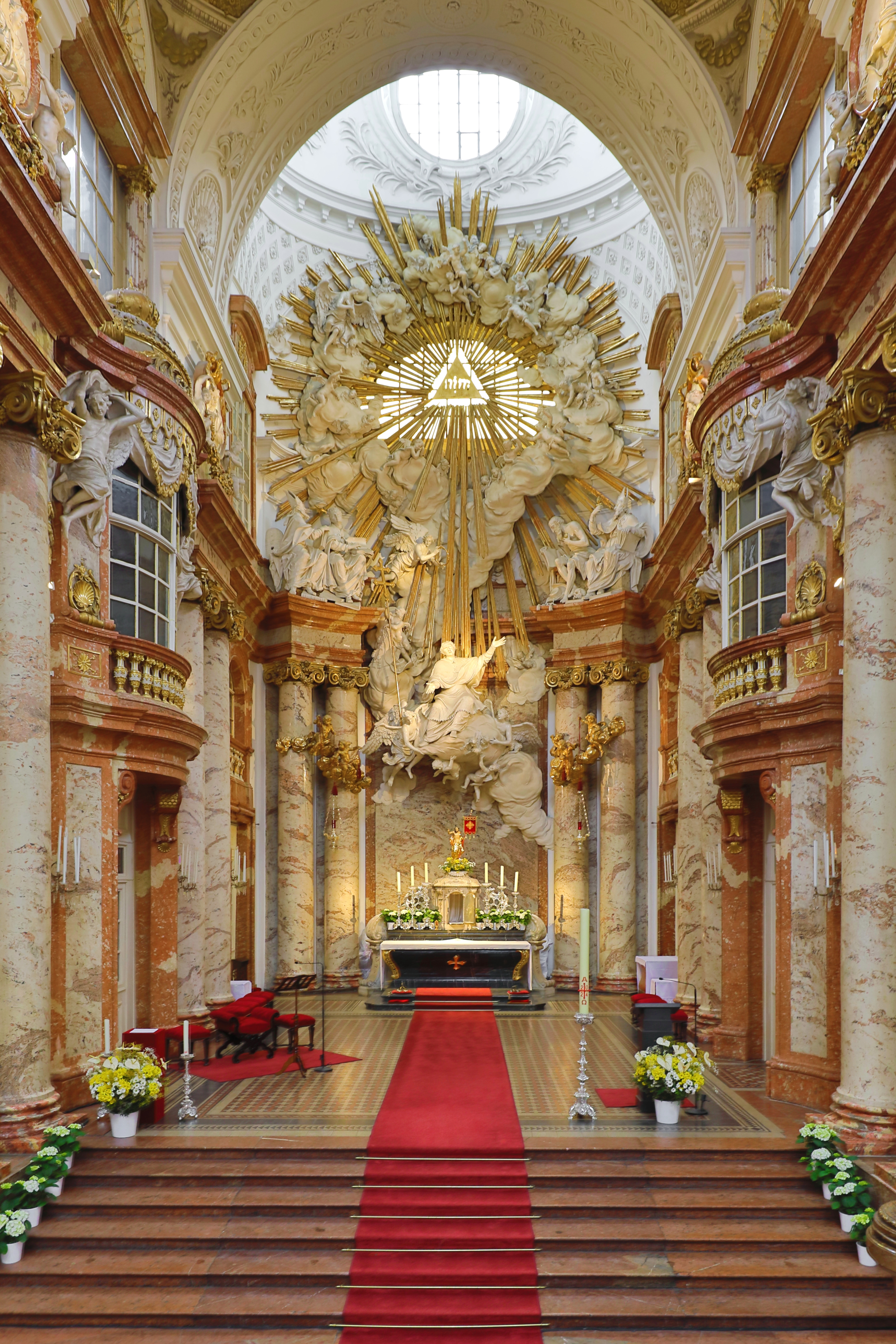
Hochaltar
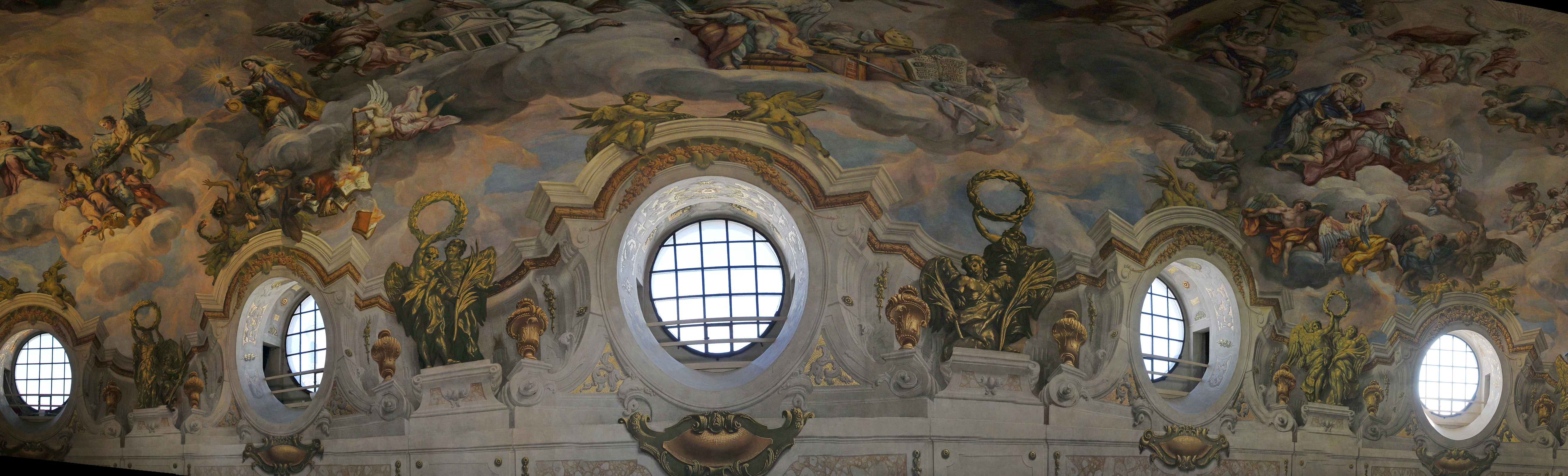
Fresko der Kuppel (Panorama)
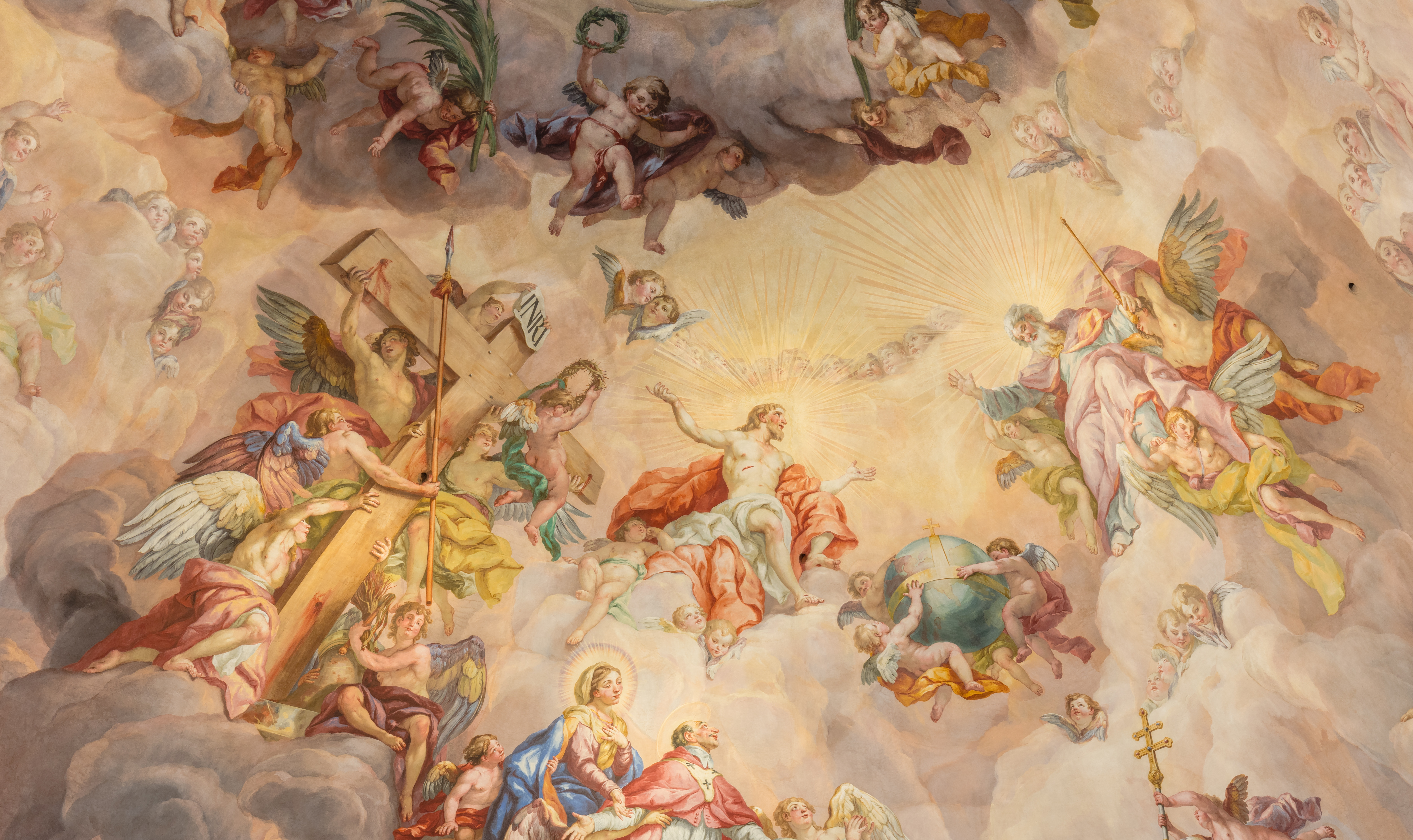
Detailsicht von einem Fresko

## Archivalien
- Hofkammerarchiv, Wien: Hofzahlamtsbücher 1715–1730: Bau der Karlskirche.